# Yalpankaya, Kocaali
Yalpankaya là một xã thuộc huyện Kocaali, tỉnh Sakarya, Thổ Nhĩ Kỳ. Dân số thời điểm năm 2008 là 365 người.